# Spilogona imitatrix
Spilogona imitatrix är en tvåvingeart som först beskrevs av Malloch 1921.  Spilogona imitatrix ingår i släktet Spilogona och familjen husflugor. Inga underarter finns listade i Catalogue of Life.